# がーでん姉妹
『がーでん姉妹』（がーでんシスターズ）は、竹本泉による日本の漫画。竹書房の『まんがライフ』にて2012年3月号から2020年7月号まで連載された。
三つ子の姉3人（空子・風子・花子）と四女（池子）および五女（カナリ）の何気ない日常生活を描いた作品。

## 主な登場人物

### 庭家
空子（くうこ）、風子（ふうこ）、花子（はなこ）
三つ子（一卵性）の長女・次女・三女で前父と母親であるみどりの間に生まれた。
第1話では中学校2年生で部活は地域研究クラブに所属。容姿は見分けがつかないくらいそっくり。また学校でもクラスを頻繁に入れ替わっていたため、中学校3年生の時に同じクラスとさせられた（小学校の時も4年生以降は同様に同じクラスにされていた）。性格も基本的には三人共夜型の自由人だが、第14話で高校生となって以後、空子は単独だと居眠りしている、風子は三人の中で一番優しく、唯一ラブレターをしばしば貰う、花子はしっかり者で唯一制服のネクタイを締めることができる一方で、三人の中でも一番イタズラ好きー等、話が進むにつれ少しずつ差異が明らかになっている。
高校卒業後は空子がなぜか国立の大学に入る一方、風子は浪人してしまう。また、花子は女子大に入学を余儀なくされ、BFとの同じ大学には行けなかった。
池子（いけこ）。
庭家の四女で本編の主人公。元気一杯のお転婆娘。前父とみどりの間の娘で、三つ子の実妹。第1話では中学校1年生で部活はソフトボール部に所属。そのためか髪はショートヘア。
三つ子の姉に振り回されることが多い苦労人。また幼い時から姉三人に騙され続けてきたため、見分けをつけることが苦手。姉達のことは「○○お姉ちゃん」と呼ぶ。一方、血のつながらない妹カナリとは家族の中でも一番仲が良く、面倒をみることを厭わない。
中学生になって急激に背が伸びたカナリに身長を抜かれ、現在五人姉妹の中では最も背が低い。
第25話で三つ子の姉たちと同じ高校に進学。学校では人気者で、カナリをやきもきさせている。
みどりが双子を産んだこともあり、高校卒業後会社員となった。
カナリ
五女でアーロンと彼の前妻との間に生まれた。第1話では小学校6年生だったが第3話で中学生となった。
実の両親はアメリカ人であり、本人は純血の白人で金髪碧眼だが、日本生まれで家庭内を含む母語が日本語であったため、英語は苦手。
容姿のみならず性格も可愛いが、かなりボンヤリしており、（義理の）姉達同様みどりに時々叱られる。姉達のことは名前を呼び捨てで呼んでいる。なお、池子のことを大変慕っているが、三つ子のことは（やはり振り回され気味だからか）やや疎んじている。
登場時は五人の中で一番背が低かったが、中学生になってから急に背が伸び始め、高校生になり遂に姉妹の中で一番の長身になってしまった。
高校3年の時投稿した漫画が入選、卒業後はプロの漫画家として活躍する。
庭 みどり
庭家ママ、空子・風子・花子と池子の実母。役場勤務。
職場でも家庭でも多忙な結果、目をつり上げている表情の時が多く、実際出勤時等娘達を怒鳴ることが多いが基本的には善良で、姉妹を良くも悪くも公平に扱っている。
前夫との離婚の理由は、夫側が多産の家系だったこと。池子を産んだ段階で、「これ以上は育てられない」と彼女が決意した。そのため、娘たちが父親に会うことを止めていない。
にもかかわらず、ラスト近くでアーロンとの間に双子をもうける。
庭 アーロン（アーロン・マグダーモット）
庭家パパでカナリの実父。庭家に婿入りしたため、庭アーロンとなった。親日家だがアメリカのニュース雑誌で東アジア特派員をしているため、家にいることは稀。体格は大柄でクリスマスで家にいる時はサンタクロースの格好をしており、近所でも評判となっている。
前妻がホームシックにかかって帰国したまま日本に戻らなくなってしまい、そのまま離婚している。今でも前妻との関係は良好だが、娘であるはずのカナリと言葉が通じないため、彼が通訳を担当している。

### 周辺の人物
南川 藤美（みなみかわ とうみ）
池子のクラスメイトで親友。穏やかな性格で池子の愚痴の聞き役。
春夫（はるお）、夏夫（なつお）、秋夫（あきお）
空子・風子・花子と池子の実父と再婚した妻との間に生まれた、4人の三つ子の異母弟。第9話にて初登場した時は小学校4年生。空子・風子・花子に対しては苦手意識を持つ反面、池子のことは慕っている。ちなみに姓は大庭（おおば）。
田中 由美子（たなか ゆみこ）
花子の高校におけるクラスメイトで、花子と隣り合いの席にいる。三つ子に比べかなり背が低い。本人いわくぼんやりした名前で覚えづらいということだが、空子・風子・花子が授業中に入れ替わっていることを見抜くなど、鋭いところもある。更に三人を完全に判別できるよう努力を怠らず、一度花子がしてやられたことも。
それでも三つ子や池子までは良いとして、金髪碧眼のカナリのことは「受け入れられない」と声を荒らげている。
岡山 一二美（おかやま ひふみ）
池子の高校におけるクラスメイト。二学期になって背が少し伸び、池子を焦らせる。

## 書誌情報
- 竹本泉『がーでん姉妹』 竹書房〈バンブーコミックス〉、全7巻
  1. 2013年5月11日初版第1刷発行（2013年4月27日発売[1]）、ISBN 978-4-8124-8162-2
  2. 2014年7月9日初版第1刷発行（2014年6月25日発売[2]）、ISBN 978-4-8124-8707-5
  3. 2015年12月1日初版第1刷発行（2015年11月17日発売[3]）、ISBN 978-4-8019-5398-7
  4. 2017年3月3日初版第1刷発行（2017年2月17日発売[4]）、ISBN 978-4-8019-5749-7
  5. 2018年6月29日初版第1刷発行（2018年6月15日発売[5]）、ISBN 978-4-8019-6282-8
  6. 2019年7月1日初版第1刷発行（2019年6月17日発売[6]）、ISBN 978-4-8019-6642-0
  7. 2013年7月11日初版第1刷発行（2020年6月27日発売[7]）、ISBN 978-4-8019-6979-7